# Phytorophaga petiolata
Phytorophaga petiolata är en tvåvingeart som först beskrevs av Townsend 1926.  Phytorophaga petiolata ingår i släktet Phytorophaga och familjen parasitflugor. Inga underarter finns listade i Catalogue of Life.